# 人が殺意を抱くとき
『人が殺意を抱くとき』は、朝日放送が2004年4月3日から6月12日に放送した連続テレビドラマである。全11話のオムニバス形式のドラマとして制作され、毎週土曜日24時30分から25時00分に放送された。2004年度テレビドラマデータベース総合ベストテン単発部門10位にランクインをしている作品である。

## サブタイトル
- 第1回 プライドの行方 （2004年4月3日放送）
- 第2回 キャリアの罠 （2004年4月10日放送）
- 第3回 大人買い （2004年4月17日放送）
- 第4回 悪夢の放課後 （2004年4月24日放送）
- 第5回 女同士 （2004年5月1日放送）
- 第6回 ゴーストライター （2004年5月8日放送）
- 第7回 里芋の味 （2004年5月15日放送）
- 第8回 逆転… （2004年5月22日放送）
- 第9回 汝の隣人 （2004年5月29日放送）
- 第10回 探偵修行 （2004年6月5日放送）
- 最終回 昼ドラの女王 （2004年6月12日放送）

## エンディングテーマ
- 辻香織「夜明けの一秒前」